# Электрон
Электро́н (от др.-греч. ἤλεκτρον «янтарь») — субатомная частица (обозначается символом e−
 или β−
), чей электрический заряд отрицателен и равен по модулю одному элементарному электрическому заряду. Электроны принадлежат к первому поколению лептонных частиц и обычно считаются фундаментальными частицами, поскольку у них нет известных компонентов или субструктур. Электрон имеет массу, которая составляет приблизительно 1/1836 массы протона. Квантово-механические свойства электрона включают собственный угловой момент (спин) полуцелого значения, выраженного в единицах приведённой постоянной Планка, ħ, что делает их фермионами. В связи с этим никакие два электрона не могут занимать одно и то же квантовое состояние в соответствии с принципом запрета Паули. Как и все элементарные частицы, электроны обладают свойствами как частиц, так и волн: они могут сталкиваться с другими частицами и могут дифрагировать как свет. Волновые свойства электронов легче наблюдать экспериментально, чем свойства других частиц, таких как нейтроны и протоны, потому что электроны имеют меньшую массу и, следовательно, большую длину волны де Бройля для равных энергий.
Электроны играют существенную роль во многих физических явлениях, таких как электричество, магнетизм, химия и теплопроводность, а также участвуют в гравитационных, электромагнитных и слабых взаимодействиях. Поскольку электрон имеет заряд, его окружает электрическое поле, и если этот электрон движется относительно наблюдателя, то наблюдатель увидит также магнитное поле. Электромагнитные поля, создаваемые другими источниками, будут влиять на движение электрона в соответствии с законом Лоренца. Электроны излучают или поглощают энергию в виде фотонов при ускоренном движении. Лабораторные приборы способны улавливать отдельные электроны, а также электронную плазму с помощью электромагнитных полей. Специальные телескопы наблюдают электронную плазму в космическом пространстве. Свойства электронов используются во многих технологических процессах, приборах и устройствах, таких как трибология, электролиз, электрохимия, аккумуляторные технологии, электроника, сварка, электронно-лучевые трубки, фотоэлектричество, солнечные панели, электронные микроскопы, лучевая терапия, лазеры, детекторы на основе ионизации газов и ускорители частиц.
Взаимодействия электронов с другими субатомными частицами представляют интерес в химии и ядерной физике. Кулоновское взаимодействие между положительно заряженными протонами внутри атомных ядер и отрицательно заряженными электронами позволяет образовать из них атомы. Ионизация или различия в пропорциях отрицательного заряда электронов по сравнению с положительными зарядами ядер изменяют энергию связи атомной системы. Обмен или совместное использование электронов между двумя или более атомами является основной причиной химической связи. В 1838 году британский естествоиспытатель Ричард Лэминг впервые выдвинул гипотезу о неделимом количестве электрического заряда для объяснения химических свойств атомов. Ирландский физик Джордж Джонстон Стони назвал этот заряд «электроном» в 1891 году, а Дж. Дж. Томсон и его команда британских физиков идентифицировали его как частицу в 1897 году во время эксперимента с электронно-лучевой трубкой. Электроны также могут участвовать в ядерных реакциях при нуклеосинтезе в звёздах, где они известны как бета-частицы. Электроны могут образовываться в результате бета-распада радиоактивных изотопов и при высокоэнергетических столкновениях, например, когда космические лучи попадают в атмосферу. Античастица электрона называется позитроном; он идентичен электрону, за исключением того, что несёт положительный электрический заряд. Когда электрон сталкивается с позитроном, они аннигилируют друг друга, создавая фотоны гамма-излучения.

## История

### Открытие эффекта электрической силы
Древние греки заметили, что янтарь притягивает мелкие предметы, когда его натирают мехом. Наряду с молнией, это явление оказалось одним из самых ранних зарегистрированных опытов человечества с электричеством. В своём трактате 1600 года «De Magnete» английский учёный Уильям Гилберт ввёл новый латинский термин electrica для обозначения тех веществ, которые обладают свойствами, подобными янтарю, то есть притягивают мелкие предметы после трения. Слова электрический и электричество происходят от латинского ēlectrum (также корень одноимённого сплава), который произошёл от греческого слова для янтаря, ἤλεκτρον (ēlektron).

### Открытие двух видов зарядов
В начале 1700-х годов французский химик Шарль Франсуа Дюфе обнаружил, что если заряженный лист золота отталкивается стеклом, натёртым шёлком, то такой же заряженный лист золота притягивается янтарём, натёртым шерстью. Из этого и других результатов подобных экспериментов Дюфе сделал вывод, что электричество состоит из двух электрических жидкостей: стекловидного тела из стекла, натёртого шёлком, и смолистого флюида из янтаря, натёртого шерстью. Эти две жидкости могут нейтрализовать друг друга при объединении. Американский учёный Эбенезер Киннерсли позже независимо пришёл к такому же выводу:118. Десять лет спустя Бенджамин Франклин предположил, что электричество происходит не из разных типов электрической жидкости, а из одной электрической жидкости, демонстрирующей избыток (+) или дефицит (-). Он дал им современную номенклатуру зарядов положительных и отрицательных соответственно. Франклин считал носитель заряда положительным, но он неправильно определил, в какой ситуации был избыток носителя заряда, а в какой — дефицит.
Между 1838 и 1851 годами британский естествоиспытатель Ричард Лэминг разработал идею о том, что атом состоит из ядра материи, окружённого субатомными частицами, имеющими единичный электрический заряд. Начиная с 1846 года немецкий физик Вильгельм Эдуард Вебер предположил, что электричество состоит из положительно и отрицательно заряженных жидкостей, а их взаимодействие регулируется законом обратных квадратов. Изучив явление электролиза в 1874 году, ирландский физик Джордж Стони предположил, что существует «одно определённое количество электричества» — заряд одновалентного иона. Он смог оценить значение этого элементарного заряда e с помощью законов электролиза Фарадея. Однако Стони считал, что эти заряды постоянно связаны и неотделимы от атомов. В 1881 году немецкий физик Герман фон Гельмгольц утверждал, что как положительные, так и отрицательные заряды делятся на элементарные части, каждая из которых «ведёт себя как атомы электричества».
Стони впервые ввёл термин «электролион» в 1881 году. Десять лет спустя для описания этих элементарных зарядов он стал использовать термин электрон. В 1894 году он писал: «…была сделана фактическая оценка значения этой наиболее замечательной фундаментальной единицы электричества, для которой я с тех пор осмелился предложить название электрон». Предложение 1906 года перейти на электрион не прижилось, потому что Хендрик Лоренц предпочёл сохранить название электрон. Слово электрон представляет собой сочетание английских слов electric и ion. Суффикс -on в настоящее время также используется для обозначения других субатомных частиц, таких как протон или нейтрон.

### Открытие свободных электронов вне материи

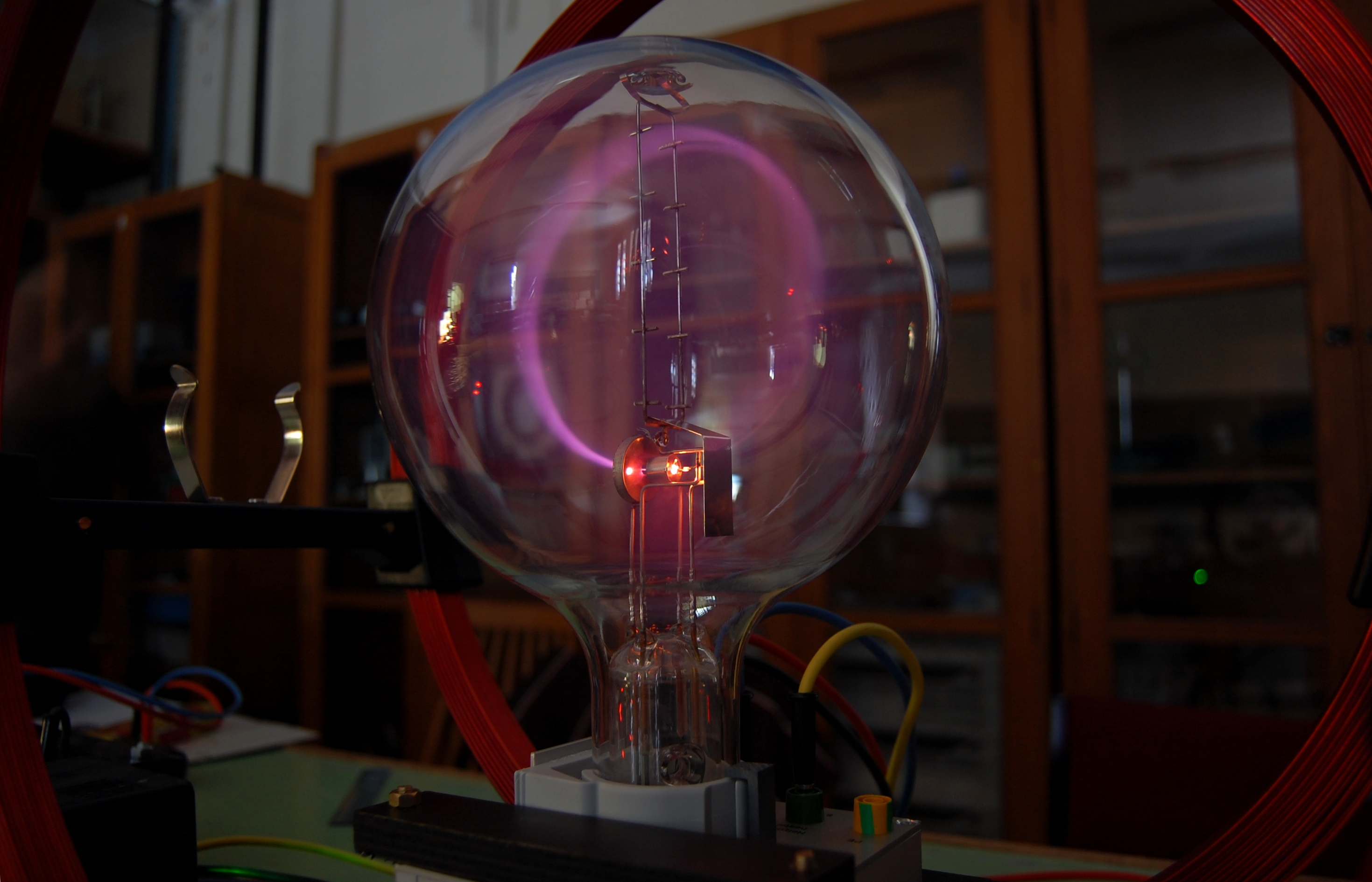
Пучок электронов, отклоняемый по окружности магнитным полем<.

Изучая электропроводность в разрежённых газах в 1859 году, немецкий физик Юлиус Плюккер заметил, что излучение, испускаемое катодом, вызывает появление фосфоресцентного света на стенке трубки возле катода; а пятно излучения можно перемещать с помощью магнитного поля. В 1869 году ученик Плюккера Иоганн Вильгельм Гитторф обнаружил, что твёрдое тело, помещённое между катодом и фосфоресценцирущей поверхностью, будет отбрасывать тень на эту область трубки. Гитторф предположил, что катод испускает прямые лучи и, что фосфоресценция вызвана лучами, падающими на стенки трубки. В 1876 году немецкий физик Ойген Гольдштейн показал, что лучи испускаются перпендикулярно поверхности катода, что отличает их от света лампы накаливания. Гольдштейн назвал эти лучи катодными лучами:393.
В 1870-х годах английский химик и физик сэр Уильям Крукс разработал первую электронно-лучевую трубку с высоким вакуумом внутри. Затем в 1874 году он показал, что катодные лучи могут вращать маленькое гребное колесо, когда оно находится на их пути. Поэтому он пришёл к выводу, что лучи несут импульс. Более того, приложив магнитное поле, он смог отклонить лучи, тем самым продемонстрировав, что луч ведёт себя так, как если бы он был заряжен отрицательно. В 1879 году он предложил объяснение этих наблюдений, рассматривая катодные лучи как состоящие из отрицательно заряженных газообразных молекул в четвёртом состоянии вещества, при котором длина свободного пробега частиц настолько велика, что столкновениями можно пренебречь:394–395.
Британский физик немецкого происхождения Артур Шустер расширил эксперименты Крукса, поместив металлические пластины параллельно катодным лучам и приложив электрический потенциал между пластинами. Поле отклоняло лучи к положительно заряженной пластине, что ещё раз свидетельствовало о том, что лучи несут отрицательный заряд. Измерив величину отклонения для заданного уровня тока, в 1890 году Шустер смог оценить отношение заряда к массе компонент луча. Однако это дало значение, которое более чем в тысячу раз превышало ожидаемое, поэтому в то время его расчётам не доверяли. Это связано с тем, что предполагалось, что носителями заряда являются гораздо более тяжёлые атомы водорода или азота.
В 1892 году Хендрик Лоренц предположил, что масса этих частиц (электронов) может быть следствием их электрического заряда.

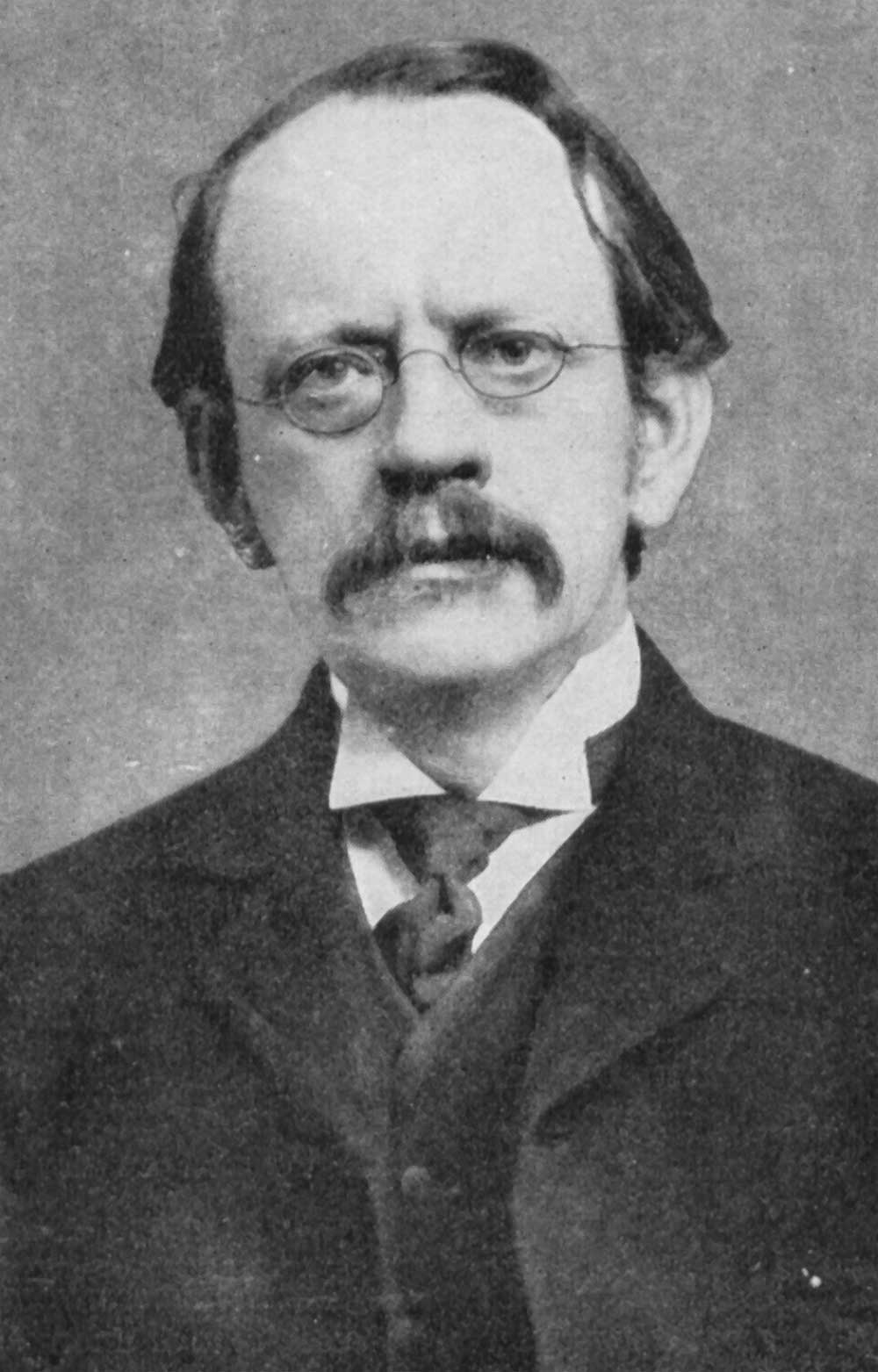
Джозеф Джон Томсон

Изучая естественно флуоресцирующие минералы в 1896 году, французский физик Анри Беккерель обнаружил, что они испускают излучение без какого-либо воздействия внешнего источника энергии. Эти радиоактивные материалы стали предметом большого интереса учёных, в том числе новозеландского физика Эрнеста Резерфорда, обнаружившего, что они испускают частицы. Он назвал эти частицы альфа и бета на основании их способности проникать сквозь материю. В 1900 году Беккерель показал, что бета-лучи, испускаемые радием, отклоняются электрическим полем, и что отношение их массы к заряду такое же как и у катодных лучей. Это свидетельство укрепило мнение о том, что электроны входят в состав атомов.
Десятилетия экспериментальных и теоретических исследований с использованием катодных лучей сыграли важную роль в окончательном открытии Дж. Дж. Томсоном электронов. В 1897 году Томсон вместе со своими коллегами Джоном С. Таунсендом и Х. А. Уилсоном провёл опыты, показавшие, что катодные лучи действительно представляют собой новые частицы, а не волны, атомы или молекулы, как считалось ранее. Томсон дал хорошие оценки как заряда e, так и массы m, обнаружив, что частицы электронных лучей, которые он назвал «корпускулами», имеют, возможно, одну тысячную часть массы наименее массивного из известных ионов: иона водорода. Он показал, что их отношение заряда к массе, e/m, не зависит от материала катода. Далее он показал, что отрицательно заряженные частицы, создаваемые радиоактивными материалами, нагретыми материалами и освещёнными материалами, обладали универсальностью. Название «электрон» было принято для этих частиц научным сообществом, в основном благодаря поддержке Дж. Фитцджеральда, Дж. Лармора и Х. А. Лоренца:273. В том же году Эмиль Вихерт и Вальтер Кауфманн также рассчитали отношение e/m, но им не удалось интерпретировать свои результаты, в то время как Дж. Дж. Томсон впоследствии в 1899 году дал оценки также для заряда и массы электрона: e ~ 6,8⋅10−10 Фр. и m ~ 3⋅10−26 г.

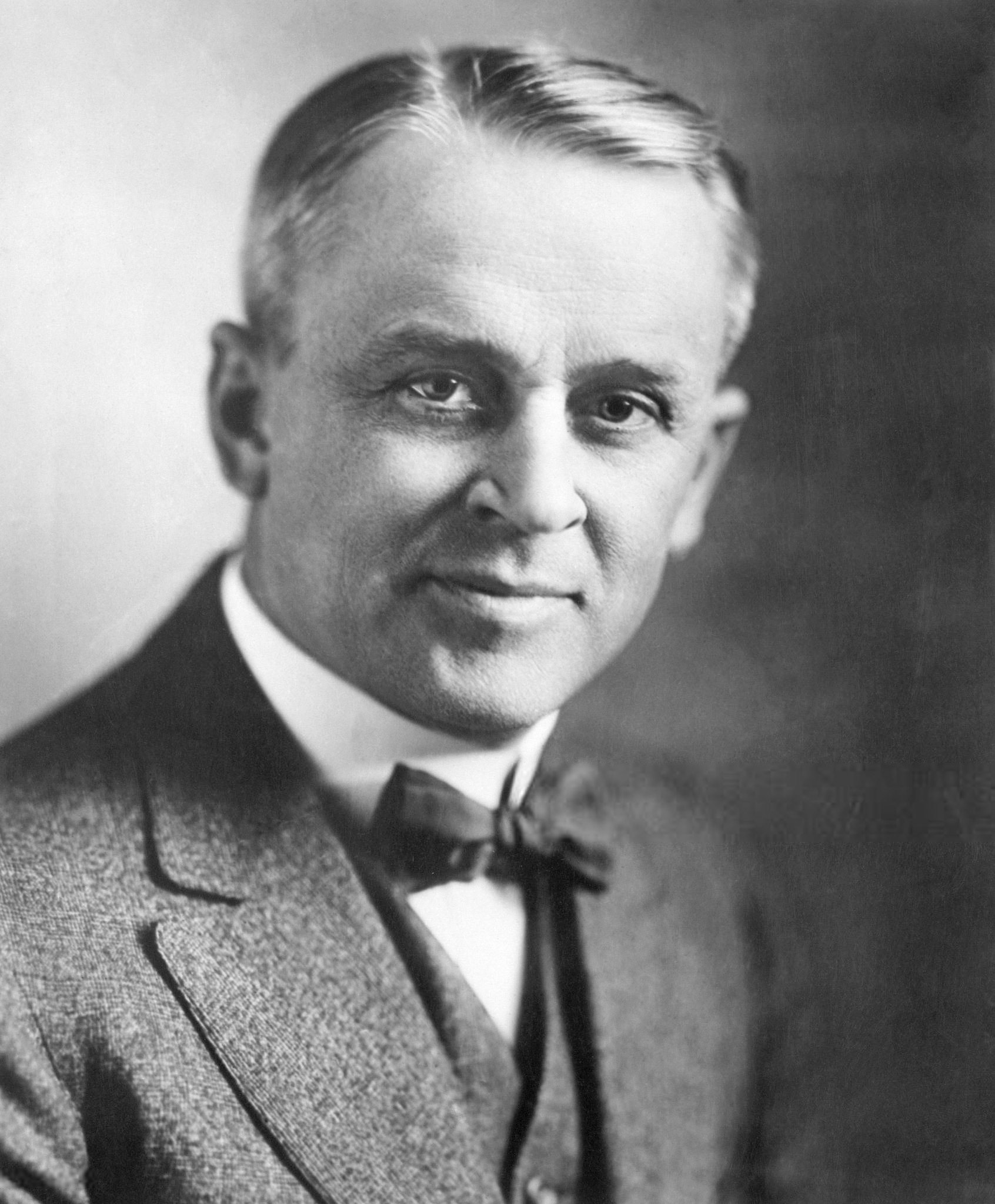
Роберт Милликен

Заряд электрона более тщательно измерили американские физики Роберт Милликен и Харви Флетчер в их эксперименте с каплей масла в 1909 году, результаты которого были опубликованы в 1911 году. В этом эксперименте использовалось электрическое поле, чтобы скомпенсировать падение заряженной капли масла под действием силы тяжести. Их установка позволяла измерять электрический заряд от 1 до 150 ионов с погрешностью менее 0,3 %. Сопоставимые эксперименты были проведены ранее группой Томсона с использованием облаков из заряженных водных капель, полученных электролизом, и в 1911 году Абрамом Иоффе, который независимо получил тот же результат, что и Милликен, используя заряженные микрочастицы металлов, а затем опубликовал свои результаты в 1913 году. Однако капли масла были более стабильны, чем капли воды, из-за их более низкой скорости испарения и, следовательно, больше подходили для точных экспериментов в течение более длительного времени.
Примерно в начале XX века выяснилось, что быстро движущаяся заряженная частица при определённых условиях вызывает на своём пути конденсацию пересыщенного водяного пара. В 1911 году Чарльз Вильсон использовал этот принцип для разработки своей камеры Вильсона для фотографирования следов заряженных частиц, таких как быстро движущиеся электроны.

### Атомная теория

Модель атома Бора, показывающая состояния электрона с энергией, квантованной согласно натуральному числу n. Электрон, переходящий на более низкую орбиту, излучает фотон, равный разности энергий между орбитами.

К 1914 году эксперименты физиков Эрнеста Резерфорда, Генри Мозли, Джеймса Франка и Густава Герца в значительной степени установили структуру атома как плотного ядра с положительным зарядом, окружённого электронами меньшей массы. В 1913 году датский физик Нильс Бор постулировал, что электроны находятся в квантованных энергетических состояниях, а их энергия определяется угловым моментом орбиты электрона вокруг ядра. Электроны могут перемещаться между этими состояниями или орбитам, испуская или поглощая фотоны определённых частот. С помощью этих квантованных орбит он точно объяснил спектральные линии атома водорода. Однако модель Бора не смогла учесть относительную интенсивность спектральных линий и не смогла объяснить спектры более сложных атомов.
Химические связи между атомами были объяснены Гилбертом Ньютоном Льюисом, который в 1916 году предположил, что ковалентная связь между двумя атомами поддерживается парой общих электронов. Позже, в 1927 году, Вальтер Гайтлер и Фриц Лондон дали полное объяснение образования электронной пары и химической связи с точки зрения квантовой механики. В 1919 году американский химик Ирвинг Ленгмюр разработал статическую модель атома Льюиса и предположил, что все электроны распределены в последовательных «концентрических (почти) сферических оболочках одинаковой толщины». В свою очередь, он разделил оболочки на ряд ячеек, каждая из которых содержала по одной паре электронов. С помощью этой модели Ленгмюр смог качественно объяснить химические свойства всех элементов периодической таблицы, которые, как известно, в значительной степени повторяются в соответствии с периодическим законом.
В 1924 году австрийский физик Вольфганг Паули заметил, что оболочечную структуру атома можно объяснить набором четырёх параметров, определяющих каждое квантовое энергетическое состояние, если каждое состояние занято не более чем одним электроном. Этот запрет на нахождение более чем одного электрона в одном и том же квантовом состоянии стал известен как принцип запрета Паули. Физический механизм для объяснения четвёртого параметра, который имел два различных возможных значения, был предложен голландскими физиками Сэмюэлем Гаудсмитом и Джорджем Уленбеком. В 1925 году они предположили, что электрон, помимо углового момента своей орбиты, обладает собственным угловым моментом и магнитным дипольным моментом. Это аналогично вращению Земли вокруг своей оси, когда она вращается вокруг Солнца. Собственный угловой момент стал известен как спин и объяснил ранее загадочное расщепление спектральных линий, наблюдаемое с помощью спектрографа высокого разрешения; это явление известно как расщепление тонкой структуры.

### Квантовая механика
В своей диссертации 1924 года Recherches sur la théorie des quanta (Исследования по квантовой теории) французский физик Луи де Бройль выдвинул гипотезу, что вся материя может быть представлена в виде волны, названную позже волной де Бройля на манер света. То есть при соответствующих условиях электроны и другая материя проявляли бы свойства либо частиц, либо волн. Корпускулярные свойства частицы демонстрируются, когда показано, что она имеет локализованное положение в пространстве вдоль своей траектории в любой данный момент времени. Волнообразная природа света проявляется, например, когда луч света проходит через параллельные щели, создавая интерференционные картины. В 1927 году Джордж Пэджет Томсон обнаружил, что эффект интерференции возникает, когда пучок электронов проходит через тонкую металлическую фольгу, а американские физики Клинтон Дэвиссон и Лестер Джермер — путём отражения электронов от монокристалла никеля.

В квантовой механике поведение электрона в атоме описывается орбиталью, которая представляет собой распределение вероятностей, а не орбиту. На рисунке штриховка указывает на относительную вероятность «найти» электрон, имеющий энергию, соответствующую данным квантовым числам, в этой точке.

Предсказание де Бройля о волновой природе электронов привело Эрвина Шрёдингера к постулированию волнового уравнения для электронов, движущихся под влиянием ядра в атоме. В 1926 году его уравнение, уравнение Шрёдингера, успешно описало, как распространяются электронные волны. Волновое уравнение не даёт решение в виде зависимости положения электрона от времени, но предсказывает вероятности нахождения электрона в окрестности точки, особенно для систем, где электрон привязан к пространству посредством потенциальной ямы, для которой электронные волновые уравнения не меняются во времени. Этот подход привёл ко второй формулировке квантовой механики (первая формулировка квантовой теории в виде матричной механики предложена Гейзенбергом в 1925 году), а решения уравнения Шрёдингера, как и уравнения Гейзенберга, позволяют получить энергетические состояния электрона в атоме водорода, которые оказались эквивалентны впервые полученным Бором в 1913 году выражениям и воспроизводили спектр атома водорода. Как только стало возможно описать спин и взаимодействие между несколькими электронами, квантовая механика позволила предсказать конфигурацию электронов в атомах с атомными номерами больше, чем у водорода.
В 1928 году, основываясь на работе Вольфганга Паули, Поль Дирак создал модель электрона — уравнение Дирака, согласующуюся с принципом относительности, путём применения соображений специальной теории относительности и симметрии к гамильтоновой формулировке квантовой механики электромагнитного поля. Чтобы решить некоторые проблемы в рамках своего релятивистского уравнения, Дирак разработал в 1930 году модель вакуума как бесконечного моря частиц с отрицательной энергией, позже названного морем Дирака. Это привело его к предсказанию существования позитрона, аналога электрона из антивещества. Эта частица была открыта в 1932 году Карлом Андерсоном.
В 1947 году Уиллис Лэмб, работая в сотрудничестве с аспирантом Робертом Резерфордом, обнаружил, что определённые квантовые состояния атома водорода, которые должны иметь одинаковую энергию, сдвинуты по отношению друг к другу; эта разница стала называться лэмбовским сдвигом. Примерно в то же время Поликарп Куш, работая с Генри Фоли, обнаружил, что магнитный момент электрона несколько больше, чем предсказывает теория Дирака. Эта небольшая разница позже была названа аномальным магнитным дипольным моментом электрона. Это различие вскоре было объяснено теорией квантовой электродинамики, разработанной Синъитиро Томонагой, Джулианом Швингером и Ричардом Фейнманом в конце 1940-х годов.

### Ускорители частиц
С развитием ускорителей частиц в первой половине двадцатого века физики начали глубже вникать в свойства субатомных частиц. Первую успешную попытку ускорить электроны с помощью электромагнитной индукции предпринял в 1942 году Дональд Керст. Его первоначальный бетатрон достиг энергии 2,3 МэВ, а последующие бетатроны достигли 300 МэВ. В 1947 году в электронном синхротроне компании General Electric было открыто синхротронное излучение с длиной волны 70 МэВ. Это излучение было вызвано ускорением электронов в магнитном поле, когда они двигались со скоростью, близкой к скорости света.
При энергии луча 1,5 ГэВ, первым коллайдером частиц высокой энергии был ADONE, который начал работу в 1968 году. Это устройство ускоряло электроны и позитроны в противоположных направлениях, фактически удваивая энергию их столкновения по сравнению с ударом электрона по статической цели. Большой электрон-позитронный коллайдер (LEP) в ЦЕРНе, который работал с 1989 по 2000 год, достиг энергии столкновения 209 ГэВ и сделал важные измерения для Стандартной модели физики элементарных частиц.

### Удержание отдельных электронов
Отдельные электроны теперь можно легко удерживать в сверхмалых (L = 20 нм, W = 20 нм) КМОП-транзисторах, работающих при криогенных температурах в диапазоне −269 °С (4 К) до примерно −258 °С (15 К). Волновая функция электрона распространяется в решётке полупроводника и незначительно взаимодействует с электронами валентной зоны, поэтому её можно рассматривать в формализме одной частицы, заменяя её массу тензором эффективной массы.

## Характеристики

### Классификация

Стандартная модель элементарных частиц. Электрон (символ e) находится слева.

В Стандартной модели физики элементарных частиц электроны принадлежат к группе субатомных частиц, называемых лептонами, которые считаются фундаментальными или элементарными частицами. Электроны имеют наименьшую массу среди всех заряженных лептонов (или электрически заряженных частиц любого типа) и принадлежат к первому поколению фундаментальных частиц. Второе и третье поколения содержат заряженные лептоны, мюон и тау-лептон, которые идентичны электрону по заряду, спину и взаимодействиям, но более массивны. Лептоны отличаются от других основных составляющих материи, кварков, отсутствием сильного взаимодействия. Все члены лептонной группы — фермионы, потому что все они имеют полуцелый спин; электрон имеет спин 1/2.

### Основные свойства
Инвариантная масса электрона составляет примерно 9,109×10−31 кг или 5,489⋅10−4 а. е. м. Согласно принципу эквивалентности массы и энергии, это соответствует энергии покоя 0,511 МэВ. отношение массы протона к массе электрона составляет около 1836. Астрономические измерения показывают, что отношение сохраняло то же значение, как и предсказывает Стандартная модель, по крайней мере, в течение половины возраста Вселенной.
Электроны имеют электрический заряд −1,602176634⋅10−19 Кл, который используется в качестве стандартной единицы заряда для субатомных частиц и также называется элементарным электрическим зарядом. В пределах экспериментальной точности заряд электрона идентичен заряду протона, но с обратным знаком. Поскольку символ e используется для обозначения элементарного заряда, электрон обычно обозначается как e−
, где знак минус указывает на отрицательный заряд. Позитрон обозначается символом e+
, потому что он имеет те же свойства, что и электрон, но с положительным, а не отрицательным электрическим зарядом.
Электрон имеет собственный угловой момент или спин 1/2. Это свойство обычно формулируют, называя электрон спин-1/2 частицей. Для таких частиц величина спина равна ħ/2, а результат измерения проекции спина на любую ось может принимать значения только ±ħ/2. В дополнение к спину, электрон обладает собственным магнитным моментом, сонаправленным спину. Он приблизительно равен одному магнетону Бора, что является физической константой, равной (9,27400915 ± (23))⋅10−24 Дж/Т. Ориентация спина по отношению к импульсу электрона (для релятивистских частиц) определяет свойство элементарных частиц, известное как спиральность.
Электрон не имеет известной субструктуры. Вопрос о радиусе электрона является сложной проблемой современной физики. В экспериментах по рассеянию электронов на позитронах не наблюдается никакого отличия от точечного характера частиц. Внутренняя структура электрона отражалась бы в существовании у него электрического дипольного момента, но такого не было обнаружено. Допущение о конечном радиусе электрона несовместимо с положениями специальной теории относительности. С другой стороны, точечный электрон (нулевой радиус) порождает серьёзные математические трудности из-за стремления собственной энергии электрона к бесконечности. Наблюдение одиночного электрона в ловушке Пеннинга предполагает, что верхний предел радиуса частицы составляет 10−22 метров. Верхнюю границу электронного радиуса 10−18 метров можно получить, используя соотношение неопределённостей с энергией. Существует также физическая константа называемая «классический радиус электрона», с гораздо большим значением 2,8179⋅10−15 м, больше радиуса протона. Однако терминология исходит из упрощённого расчёта, который игнорирует эффекты квантовой механики; в действительности так называемый классический радиус электрона имеет мало общего с истинной фундаментальной структурой электрона.
Существуют элементарные частицы, которые самопроизвольно распадаются на менее массивные частицы. Примером может служить мюон со средним временем жизни 2,2⋅10−6 секунд, который распадается на электрон, мюонное нейтрино и электронное антинейтрино. С другой стороны, электрон считается стабильным по теоретическим соображениям: электрон является наименее массивной частицей с ненулевым электрическим зарядом, поэтому его распад нарушил бы закон сохранения заряда. Экспериментальная нижняя граница среднего времени жизни электрона составляет 6,6⋅1028 лет при уровне достоверности 90 %.

#### Квазичастицы
В физике конденсированного состояния, которая имеет дело не с элементарными частицами, а с квазичастичными возбуждениями, в некоторых материалах может происходить разделение спина и заряда. В таких случаях электроны «расщепляются» на три независимые частицы: орбитон, спинон и холон. Электрон всегда можно теоретически рассматривать как связанное состояние из трёх — с орбитоном, несущим орбитальную степень свободы, спиноном, несущим спин электрона и холоном, несущим заряд, но при определённых условиях они могут вести себя как независимые квазичастицы. В физике твёрдого тела состояние в почти полностью заполненной валентной зоне называется дыркой и несёт положительный заряд. В некотором смысле поведение дырки в полупроводнике похоже на поведение пузырька в полной бутылке с водой. Коллективные колебания свободного электронного газа, отвечающая квантованию плазменных колебаний в металлах и полупроводниках, образуют другие квазичастицы — плазмоны.

### Квантовые свойства
Как и все частицы, электроны могут вести себя как волны. Это явление называется корпускулярно-волновым дуализмом и его можно продемонстрировать с помощью эксперимента с двумя щелями.
Волновая природа электрона позволяет ему проходить через две параллельные щели одновременно, а не только через одну щель, как в случае классической частицы. В квантовой механике волновое свойство одной частицы может быть описано математически как комплекснозначная функция, волновая функция, обычно обозначаемая греческой буквой psi (ψ). Когда абсолютное значение этой функции возводится в квадрат, это даёт вероятность того, что частица будет наблюдаться вблизи определённого места — плотность вероятности:162–218.

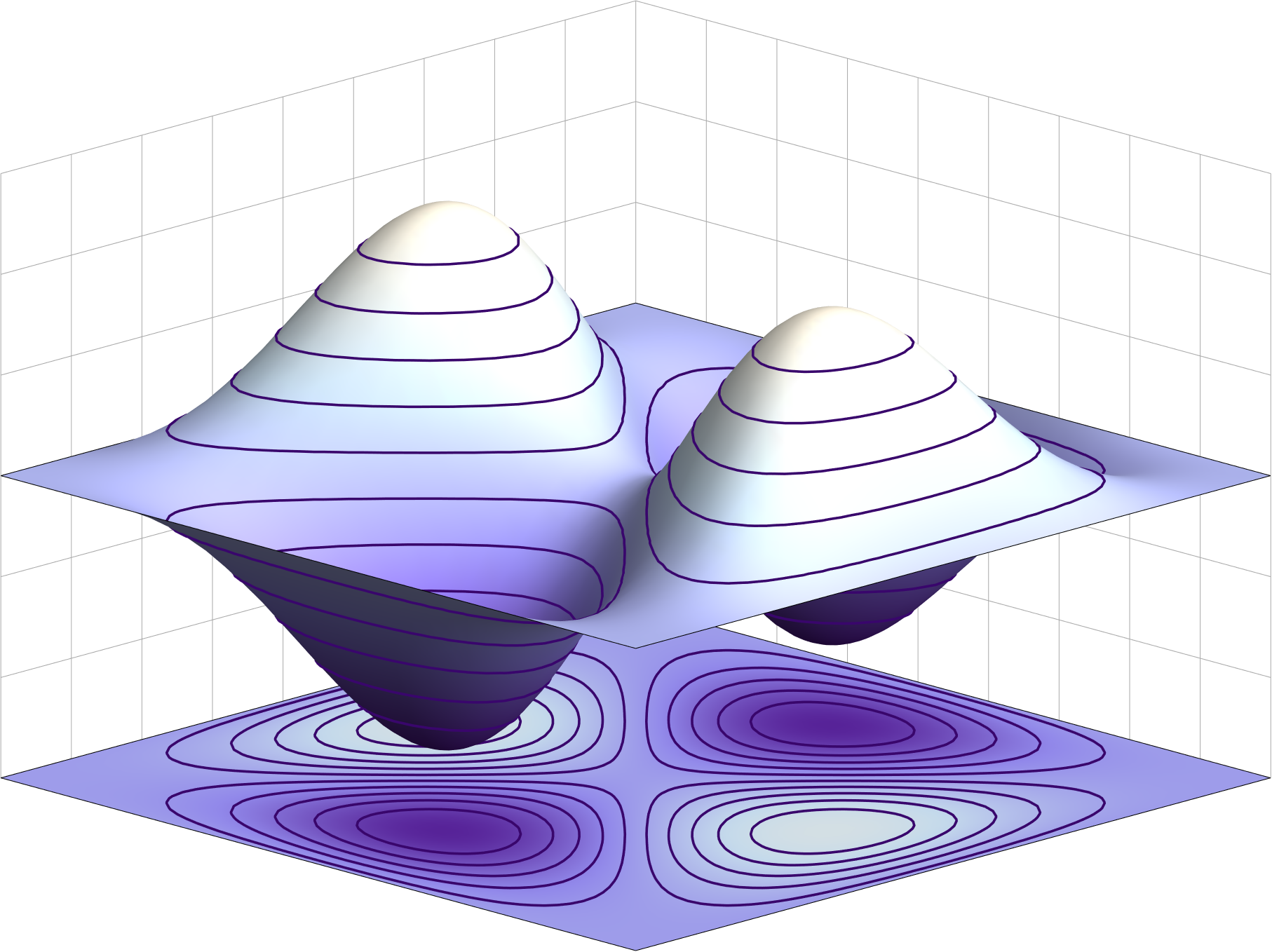
Пример антисимметричной волновой функции для квантового состояния двух идентичных фермионов в одномерном ящике. Если частицы меняются местами, волновая функция меняет знак.

Электроны являются неразличимыми частицами, потому что их нельзя отличить друг от друга по присущим им физическим свойствам. В квантовой механике это означает, что пара взаимодействующих электронов должна иметь возможность менять местами без видимого изменения состояния системы. Волновая функция фермионов, включая электроны, антисимметрична, что означает, что она меняет знак, когда два электрона меняются местами; то есть ψ(r1, r2) = −ψ(r2, r1), где переменные r1 и r2 соответствуют первому и второму электронам. Поскольку абсолютное значение не изменяется при замене знака, это соответствует равным вероятностям. Бозоны, такие как фотон, вместо этого имеют симметричные волновые функции:162–218.
В случае антисимметрии решения волнового уравнения для взаимодействующих электронов приводят к нулевой вероятности того, что каждая пара будет занимать одно и то же место или состояние. Это отвечает за принцип запрета Паули, который не позволяет любым двум электронам занимать одно и то же квантовое состояние. Этот принцип объясняет многие свойства электронов. Например, это заставляет группы связанных электронов занимать разные орбитали в атоме, а не перекрывать друг друга, находясь на одной и той же орбите:162–218.

### Виртуальные частицы
В упрощённой картине, которая часто имеет тенденцию давать неверное представление, но может служить иллюстрацией некоторых качественных аспектов, каждый фотон проводит некоторое время как комбинация виртуального электрона и его античастицы, виртуального позитрона, которые вскоре после этого быстро аннигилируют друг друга. Комбинация изменения энергии, необходимой для создания этих частиц, и времени, в течение которого они существуют, находятся ниже порога обнаруживаемости, выраженного соотношением неопределённостей Гейзенберга, ΔE · Δт ≥ ħ/2. По сути, энергию, необходимую для создания этих виртуальных частиц, ΔE, можно «одолжить» у вакуума на период времени Δt, так что их произведение не превышает приведённую постоянную Планка, ħ ≈ 6,6⋅10−16 эВ·с. Таким образом, для виртуального электрона Δt не превышает 1,3⋅10−21 с.

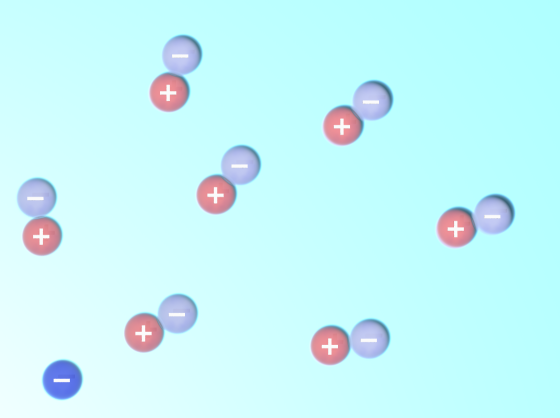
Схематическое изображение виртуальных пар электрон-позитрон, случайным образом появляющихся рядом с электроном (внизу слева).

Рассмотрим электрон и пролетающий мимо него фотон. Пока фотон существует в виде виртуальной пары электрон-позитрон, кулоновская сила электрического поля электрона заставляет созданный позитрон притягиваться к исходному электрону, а созданный электрон — отталкиваться. Это вызывает так называемую поляризацию вакуума. Фактически вакуум ведёт себя как среда с диэлектрической проницаемостью больше единицы. Таким образом, эффективный заряд электрона на самом деле меньше его истинного значения, и заряд уменьшается по мере удаления от электрона. Эта поляризация была подтверждена экспериментально в 1997 году на японском ускорителе частиц TRISTAN. Виртуальные частицы вызывают эффект экранирования, сравнимый с массой электрона.
Взаимодействием с виртуальными частицами объясняется также небольшое (около 0,1 %) отклонение собственного магнитного момента электрона от магнетона Бора (аномальный магнитный момент). Чрезвычайно точное совпадение этой предсказанной разницы с экспериментально определённой величиной рассматривается как одно из главных достижений квантовой электродинамики.
Кажущийся в классической физике парадокс представления электрона как точечной частицы, обладающий собственным угловым моментом и магнитным моментом, можно объяснить свойствами динамики электрона в электромагнитном поле при переходе к нерелятивистскому пределу, когда электрон смещается в дрожащей манере (дрожащее движение), что приводит к среднему круговому движению с прецессией. Это движение создаёт как спин, так и магнитный момент электрона представляемого как некий протяжённый объект размером с длиной волны Комптона. В атомах виртуальные фотоны объясняют лэмбовский сдвиг, наблюдаемый в спектральных линиях. Длина волны Комптона показывает, что рядом с элементарными частицами, такими как электрон, соотношение неопределённости энергии-времени позволяет создавать виртуальные частицы в окрестности электрона. Эта длина волны объясняет «статичность» виртуальных частиц вокруг элементарных частиц на близком расстоянии.

### Взаимодействие
Электрон создаёт электрическое поле, которое оказывает притяжение на частицу с положительным зарядом, например протон, и вызывает силу отталкивания на частицу с отрицательным зарядом. Величина этой силы в нерелятивистском приближении определяется законом обратных квадратов Кулона: 58-61. Когда электрон движется, он создаёт магнитное поле: 140.  Закон Ампера — Максвелла связывает магнитное поле с массовым движением электронов (током) относительно наблюдателя. Это свойство индукции создаёт магнитное поле, которое приводит в движение электродвигатель. Электромагнитное поле произвольно движущейся заряженной частицы выражается потенциалами Льенара — Вихерта, которые правильны, даже когда скорость частицы близка к скорости света (релятивистская): 429—434. 

Частица с зарядом q (слева) движется со скоростью v через магнитное поле B, ориентированное на наблюдателя. Для электрона q отрицательно, поэтому он движется по изогнутой траектории вверх.

Когда электрон движется через пространство в магнитном поле, на него действует сила Лоренца, направленная перпендикулярно плоскости, определяемой магнитным полем и скоростью электрона. Эта центростремительная сила заставляет электрон следовать по винтовой траектории с радиусом, называемым ларморовским радиусом. Ускорение от этого криволинейного движения заставляет электрон излучать энергию в виде синхротронного излучения: 160.  Излучение энергии, в свою очередь, вызывает отдачу электрона, известную как сила Абрахама — Лоренца — Дирака, создающая замедляющее электрон трение. Эта сила вызвана действием собственного поля электрона на самого себя.

Здесь тормозное излучение создаётся электроном e, отклоняемым электрическим полем атомного ядра. Изменение энергии E_{2} − E_{1} определяет частоту f излучаемого фотона.

Фотоны являются переносчиками электромагнитного взаимодействия между частицами в квантовой электродинамике. Изолированный электрон с постоянной скоростью не может излучать или поглощать реальный фотон; это нарушило бы закон сохранения энергии и импульса. Вместо этого виртуальные фотоны могут передавать импульс между двумя заряженными частицами. Такой обмен виртуальными фотонами порождает кулоновскую силу. Излучение энергии может происходить, когда движущийся электрон отклоняется заряженной частицей, такой как протон. Ускорение электрона приводит к испусканию тормозного излучения.
Неупругое столкновение между фотоном (светом) и уединённым (свободным) электроном называется комптоновским рассеянием. Это столкновение приводит к передаче импульса и энергии между частицами, что изменяет длину волны фотона на величину, называемую комптоновским сдвигом. Максимальная величина этого сдвига длины волны равнаh/me c, что известно как длина волны Комптона. Для электрона она имеет значение 2,43⋅10−12 м. Когда длина волны света велика (например, длина волны видимого света составляет 0,4-0,7 мкм) сдвиг длины волны становится незначительным. Такое взаимодействие между светом и свободными электронами называется томсоновским рассеянием или линейным томсоновским рассеянием.
Относительная сила электромагнитного взаимодействия между двумя заряженными частицами, такими как электрон и протон, определяется постоянной тонкой структуры. Эта величина представляет собой безразмерную величину, образованную соотношением двух энергий: электростатической энергии притяжения (или отталкивания) на расстоянии одной комптоновской длины волны и энергии покоя заряда. Она определяется как α ≈ 7,297353⋅10−3, что примерно равно 1/137.
Когда электроны и позитроны сталкиваются, они аннигилируют друг друга, давая два или более фотонов гамма-излучения с энергией в сумме 1,022 МэВ. Если электрон и позитрон имеют незначительный импульс, то перед аннигиляцией может образоваться атом позитрония. С другой стороны, высокоэнергетический фотон может превратиться в электрон и позитрон в результате процесса, называемого образованием пар, но только в присутствии поблизости заряженной частицы, такой как ядро атома.
В теории электрослабого взаимодействия левая составляющая волновой функции электрона образует слабый изоспиновый дублет с электронным нейтрино. Это означает, что при слабых взаимодействиях электронные нейтрино ведут себя как электроны. Любой член этого дублета может взаимодействовать с заряженным током, излучая или поглощая W-бозон и превратиться в другую частицу. Заряд сохраняется во время этой реакции, потому что W-бозон также несёт заряд, отменяя любые суммарные изменения заряда во время трансмутации. Взаимодействия заряженных токов ответственны за явление бета-распада в радиоактивном атоме. Как электрон, так и электронное нейтрино могут подвергаться взаимодействию с нейтральным током через обмен Z0
, и этот процесс ответственен за упругое рассеяние нейтрино и электронов.

### Атомы и молекулы

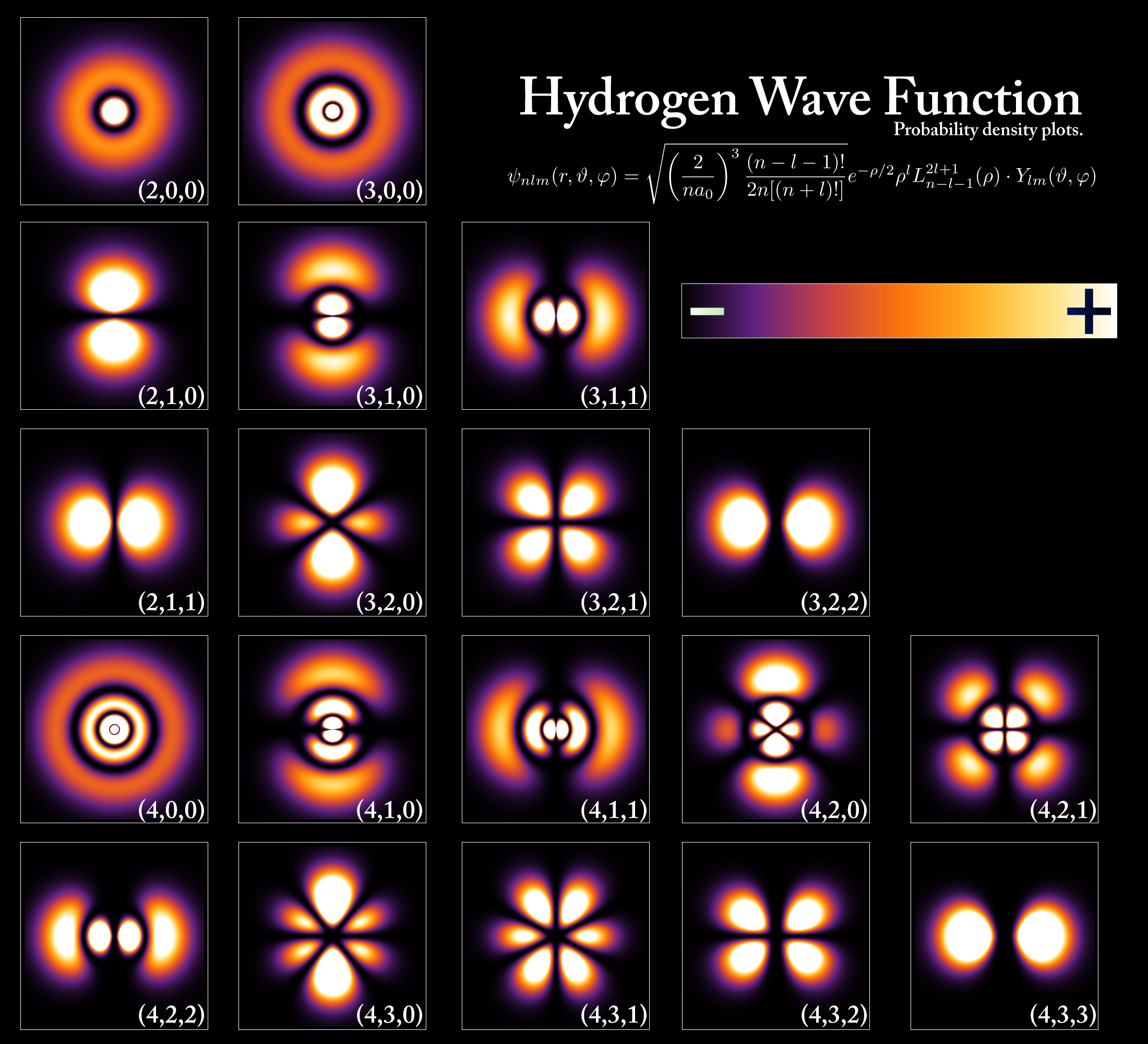
Плотности вероятности для первых нескольких орбиталей атома водорода в поперечном сечении. Энергетический уровень связанного электрона определяет занимаемую им орбиталь, а цвет отражает вероятность нахождения электрона в окрестности данной точки.

Электрон может быть связан с ядром атома кулоновской силой притяжения. Система из одного или нескольких электронов, связанных с ядром, называется атомом. Если число электронов отличается от электрического заряда ядра, такой атом называется ионом. Волновое поведение связанного электрона описывается функцией, называемой атомной орбиталью. Каждая орбиталь имеет свой собственный набор квантовых чисел, таких как энергия, угловой момент и проекция углового момента на выбранную ось, и вокруг ядра существует только определённый набор этих орбиталей, отвечающих дискретным квантовым числам. Согласно принципу запрета Паули, каждая орбиталь может быть занята двумя электронами, которые должны различаться своим спиновым квантовым числом.
Электроны могут перемещаться между разными орбиталями путём испускания или поглощения фотонов с энергией, соответствующей разнице потенциалов:159–160. Другие способы смены орбитали включают столкновения с частицами, такими как электроны, и эффект Оже. Чтобы оторваться от ядра атома, энергия электрона должна быть больше энергии его связи с атомом. Это происходит, например, при фотоэлектрическом эффекте, когда энергия падающего фотона, превышающая энергию ионизации атома, поглощается электроном:127–132.
Орбитальный угловой момент электронов квантуется. Поскольку электрон заряжен, его движение создаёт также орбитальный магнитный момент, пропорциональный угловому моменту. Суммарный магнитный момент атома равен векторной сумме орбитальных и спиновых магнитных моментов всех электронов и ядра. Магнитный момент ядра пренебрежимо мал по сравнению с магнитным моментом электрона. Магнитные моменты электронов, занимающих одну и ту же орбиталь (так называемые спаренные электроны), компенсируют друг друга.
Химическая связь между атомами возникает в результате электромагнитных взаимодействий, описываемых законами квантовой механики. Самые прочные связи образуются путём обмена или передачи электронов между атомами, что позволяет образовывать молекулы. Внутри молекулы электроны движутся под влиянием нескольких ядер и занимают молекулярные орбитали; частично они могут занимать атомные орбитали в изолированных атомах. Фундаментальным фактором, определяющим существование молекулярных структур, является наличие электронных пар — электронов с противоположно ориентированными спинами, которые занимают одну и ту же молекулярную орбиталь не нарушая принципа запрета Паули (аналогично атомам). Различные молекулярные орбитали имеют различное пространственное распределение электронной плотности. Например, в связанных парах (то есть в тех парах, которые реально связывают атомы между собой) электроны с максимальной вероятностью могут находиться в сравнительно небольшом объёме пространства между ядрами. Напротив, в несвязанных парах электроны распределены в большом объёме вокруг ядер.

### Проводимость

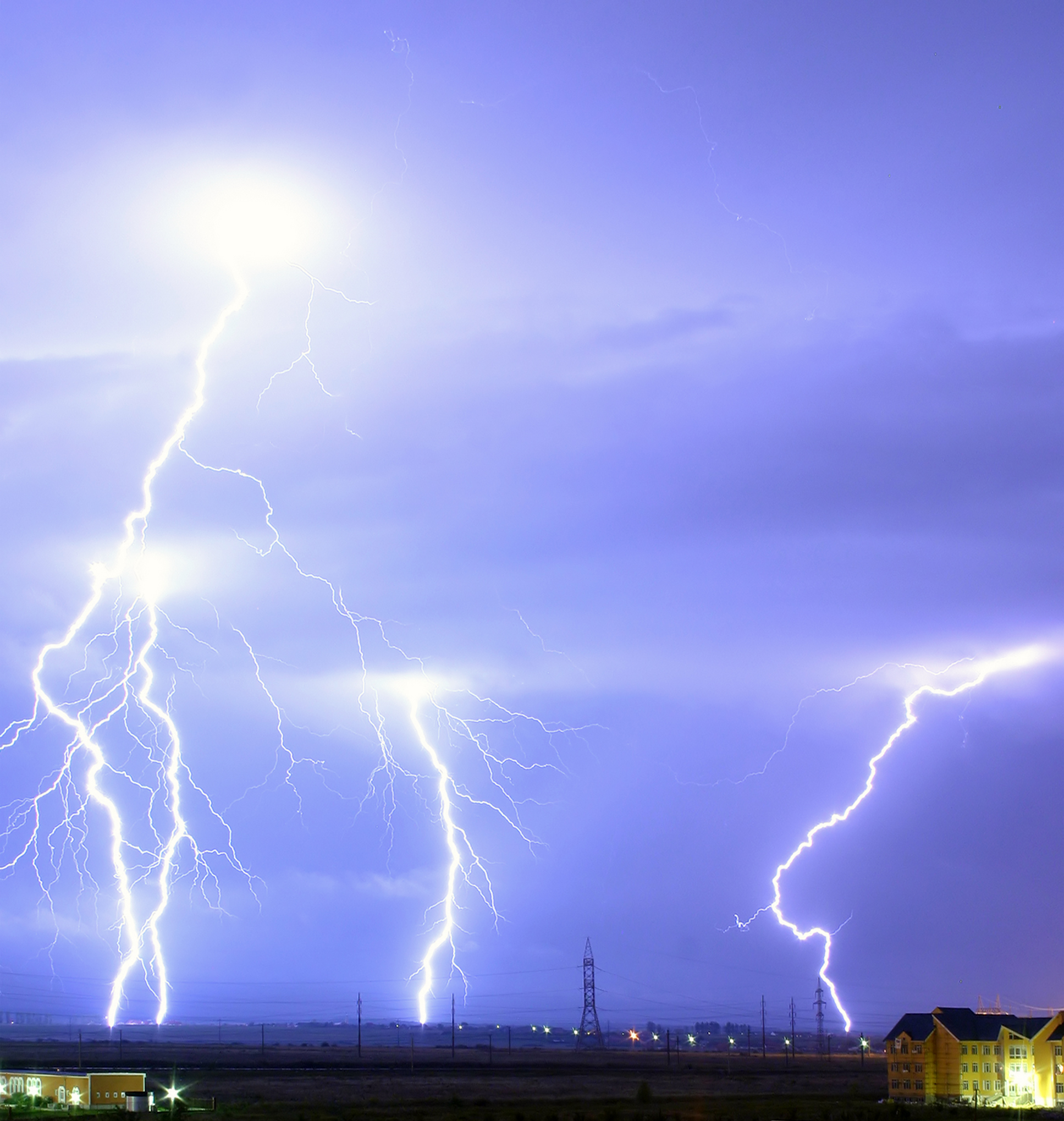
Разряд молнии состоит в основном из потока электронов. Электрический потенциал, необходимый для молнии получается за счёт трибоэлектрического эффекта.

Если в теле больше или меньше электронов, чем требуется для уравновешивания положительного заряда ядер, то этот объект имеет суммарный электрический заряд. Когда есть избыток электронов, говорят, что объект заряжен отрицательно. Когда электронов меньше, чем число протонов в ядрах, говорят, что объект заряжен положительно. Когда количество электронов и количество протонов равны, их заряды компенсируют друг друга, и говорят, что объект электрически нейтрален. Макроскопическое тело может приобретать электрический заряд при трении за счёт трибоэлектрического эффекта.
Независимые электроны без кулоновского взаимодействия между ними или с ядрами, называются свободными электронами. Электроны в металлах также ведут себя так, как будто они свободны. В действительности частицы, которые обычно называют электронами в металлах и других твёрдых телах, являются квазиэлектронами — квазичастицами, которые имеют тот же электрический заряд, спин и магнитный момент, что и настоящие электроны, но могут иметь другую кажущуюся или эффективную массу. Когда свободные электроны — как в вакууме, так и в металлах — движутся, они создают суммарный поток заряда, называемый электрическим током, который создаёт магнитное поле. Точно так же ток может быть создан изменяющимся магнитным полем. Эти взаимодействия математически описываются уравнениями Максвелла.
При данной температуре каждый материал обладает электрической проводимостью, которая определяет величину электрического тока при приложении электрического напряжения. Примеры хороших проводников включают такие металлы, как медь и золото, тогда как стекло и тефлон являются плохими проводниками. В любом диэлектрическом материале электроны остаются связанными со своими соответствующими атомами, и материал ведёт себя как изолятор. Большинство полупроводников имеют переменный уровень проводимости, который находится между крайними значениями проводимости и изоляции. С другой стороны, металлы имеют электронную зонную структуру, содержащую частично заполненные электронные зоны. Наличие таких зон позволяет электронам в металлах вести себя так, как если бы они были свободными или делокализованными электронами. Эти электроны не связаны с конкретными атомами, поэтому при приложении электрического поля они могут свободно перемещаться, как газ (называемый ферми-газом) через материал, как и свободные электроны.
Из-за столкновений между электронами и дефектами решётки дрейфовая скорость электронов в проводнике составляет порядка миллиметров в секунду. Однако скорость, с которой изменение тока в одной точке материала вызывает изменения токов в других частях материала, скорость распространения обычно составляет около 75 % скорости света. Это происходит потому, что электрические сигналы распространяются в виде волны, скорость которой зависит от диэлектрической проницаемости материала.
Металлы являются относительно хорошими проводниками тепла, прежде всего потому, что делокализованные электроны могут свободно переносить тепловую энергию между атомами. Однако, в отличие от электропроводности, теплопроводность металла почти не зависит от температуры. Математически это выражается законом Видемана — Франца, который утверждает, что отношение теплопроводности к электропроводности пропорционально температуре. Тепловой беспорядок в металлической решётке увеличивает электрическое сопротивление материала, создавая зависимость электрического тока от температуры при данном напряжении.
При охлаждении ниже точки, называемой критической температурой, материалы могут подвергнуться фазовому переходу, при котором они полностью теряют сопротивление электрическому току при явлении, известном как сверхпроводимость. В теории БКШ пары электронов, называемые куперовскими парами, связаны своим движением с близлежащим веществом через колебания кристаллической решётки, называемые фононами, тем самым избегая столкновений с дефектами, которые обычно создают электрическое сопротивление. Куперовские пары имеют радиус примерно 100 нм, поэтому они могут перекрываться друг другом. Однако механизм действия высокотемпературных сверхпроводников остаётся неясным.
Электроны внутри проводящих твёрдых тел, которые сами являются квазичастицами, при тесном ограничении при температурах, близких к абсолютному нулю, ведут себя так, как если бы они разделились на три другие квазичастицы: орбитоны, спиноны и холоны. Первая несёт спин и магнитный момент, следующая несёт своё орбитальное положение, а последняя — электрический заряд.

### Движение и кинетическая энергия
Согласно специальной теории относительности при приближении скорости электрона к скорости света, с точки зрения наблюдателя его релятивистская масса увеличивается, тем самым затрудняя его последующее ускорение в системе отсчёта наблюдателя. Скорость электрона может приближаться, но никогда не достигнет скорости света в вакууме c. Когда релятивистские электроны, то есть электроны, движущиеся со скоростью, близкой к с, попадают в диэлектрическую среду, такую как вода, где локальная фазовая скорость света меньше с, они генерируют слабый свет, называемый черенковским излучением.

Лоренц-фактор как функция скорости. Начинаясь со значения 1, он уходит в бесконечность при стремлении v к c.

Кинетическая энергия Ke электрона, выраженная относительно его массы покоя, равна:
{\displaystyle \displaystyle K_{\mathrm {e} }=(\gamma -1)m_{\mathrm {e} }c^{2},}
где me — масса электрона; {\displaystyle \scriptstyle \gamma =1/{\sqrt {1-{v^{2}}/{c^{2}}}}} — коэффициент, известный как Лоренц-фактор, зависимый от скорости частицы v. 
Например, линейный ускоритель Стэнфорда может ускорить электрон примерно до 51 ГэВ. Поскольку электрон ведёт себя как волна, при заданной скорости ему ставят в соответствие характерную длину волны де Бройля. Она определяется выражением λ e = h/p, где h — постоянная Планка, а p — импульс частицы. Для энергии электрона 51 ГэВ, длина волны составляет около 2,4⋅10−17 м, достаточно малая, для исследования структур намного меньших, чем размер атомного ядра.

## Образование

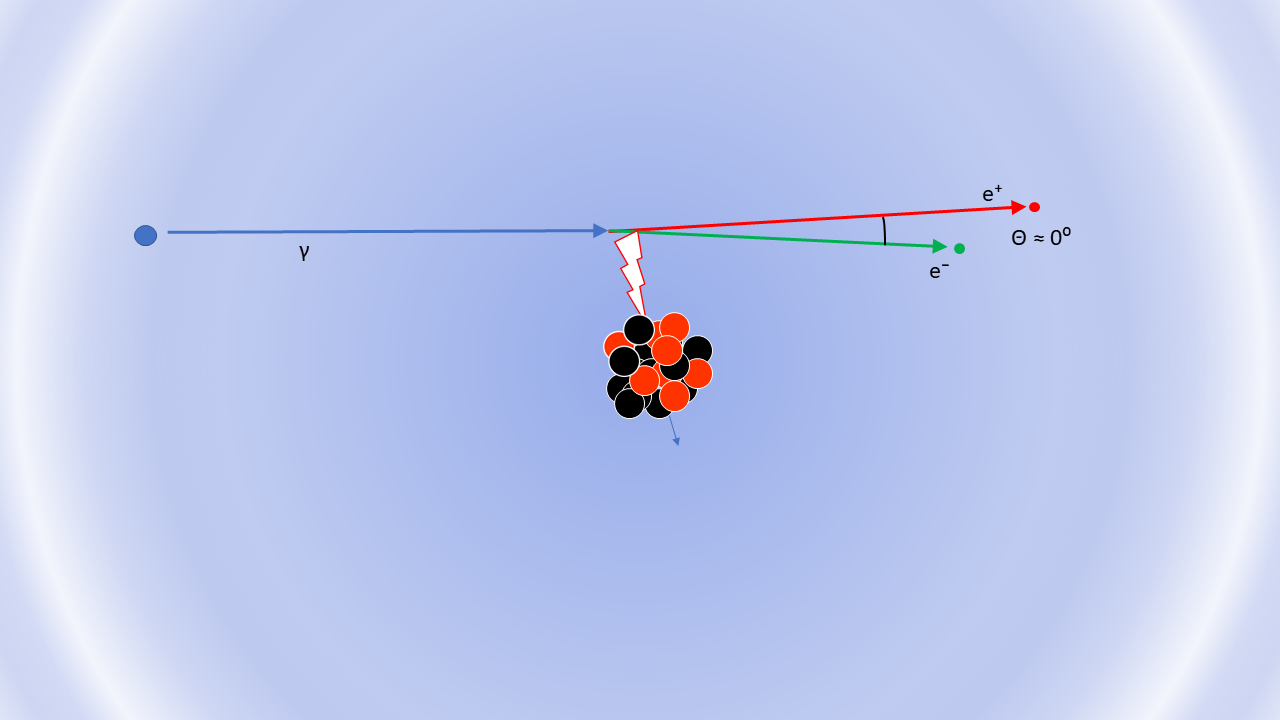
Парное рождение электрона и позитрона, вызванное тесным сближением фотона с ядром атома. Символ молнии представляет собой обмен виртуальным фотоном, при этом действует электрическая сила. Угол между частицами очень мал.

Теория Большого взрыва — наиболее широко принятая научная теория, объясняющая ранние этапы эволюции Вселенной. В первую миллисекунду Большого взрыва температура превышала 10 миллиард Кельвин и фотоны имели среднюю энергию более миллиона электронвольт. Эти фотоны были достаточно энергичны, чтобы реагировать друг с другом, образуя пары электронов и позитронов. Точно так же пары позитрон-электрон аннигилировали друг друга и испускали фотоны высоких энергий — гамма-квантов:
γ + γ ↔ e+
 + e−

На этом этапе эволюции Вселенной поддерживалось равновесие между электронами, позитронами и фотонами. Однако по прошествии 15 секунд температура Вселенной упала ниже порога, при котором могло произойти образование электронов и позитронов. Большинство выживших электронов и позитронов аннигилировали друг друга, испустив гамма-излучение, которое ненадолго вновь нагрело Вселенную.
По причинам, которые остаются невыясненными, в процессе аннигиляции имело место превышение числа частиц над числом античастиц. Следовательно, выживал примерно один электрон на каждый миллиард электрон-позитронных пар. Этот избыток соответствовал избытку протонов над антипротонами в состоянии, известном как барионная асимметрия, что привело к нулевому суммарному заряду Вселенной. Уцелевшие протоны и нейтроны начали вступать в реакции друг с другом — в процессе, известном как нуклеосинтез, с образованием изотопов водорода и гелия со следовыми количествами лития. Этот процесс достиг своего пика примерно через пять минут. Любые оставшиеся нейтроны подверглись отрицательному бета-распаду с периодом полураспада около тысячи секунд, высвобождая при этом протон и электрон.
n → p + e−
 + ν
e
Примерно на следующие 300 000 — 400 000 лет избыточные электроны оставались слишком энергичными, чтобы связываться с атомными ядрами. За этим последовал период, известный как рекомбинация, когда образовались нейтральные атомы и расширяющаяся Вселенная стала прозрачной для излучения.
Примерно через миллион лет после Большого взрыва начало формироваться первое поколение звёзд. Внутри звезды звёздный нуклеосинтез приводит к образованию позитронов в результате слияния атомных ядер. Эти частицы антивещества немедленно аннигилируют с электронами, испуская гамма-кванты. Конечным результатом является постоянное уменьшение числа электронов и соответствующее увеличение числа нейтронов. Однако процесс эволюции звёзд может привести к синтезу радиоактивных изотопов. Выбранные изотопы могут впоследствии подвергаться отрицательному бета-распаду, испуская из ядра электрон и антинейтрино. Примером может служить изотоп кобальта-60 (60Co), который распадается с образованием никеля-60 (60
Ni).

Протяжённый воздушный ливень, вызванный энергетическим космическим лучом, проникающим в атмосферу Земли.

В конце своей жизни звезда с массой более 20 масс Солнца подвергается гравитационному коллапсу с образованием чёрной дыры. Согласно классической физике, эти массивные звёздные объекты обладают гравитационным притяжением, которое достаточно сильно, чтобы предотвратить выход чего-либо, даже электромагнитного излучения, за пределы радиуса Шварцшильда. Однако считается, что квантово-механические эффекты потенциально позволяют испускать излучение Хокинга на этом расстоянии. Считается, что электрон-позитронные пары создаются на горизонте событий этих звёздных остатков.
Когда пара виртуальных частиц (таких как электрон и позитрон) создаётся вблизи горизонта событий, случайное пространственное позиционирование может привести к тому, что одна из них появится снаружи; этот процесс называется квантовым туннелированием. Затем гравитационный потенциал чёрной дыры предоставляет энергию, превращающую эту виртуальную частицу в реальную частицу, позволяя ей излучаться в космос. Взамен другой член пары получает отрицательную энергию, что приводит к чистой потере массы-энергии чёрной дырой. Скорость излучения Хокинга увеличивается с уменьшением массы, что в конечном итоге приводит к тому, что чёрная дыра испаряется, пока, наконец, не взорвётся.
Космические лучи — это частицы, путешествующие в космосе с высокими энергиями. Были зарегистрированы события с энергией до 3,0⋅1020 эВ. Когда эти частицы сталкиваются с нуклонами в атмосфере Земли, генерируется поток частиц, в том числе пионов. Более половины космического излучения, наблюдаемого с поверхности Земли, состоит из мюонов, которые представляют собой лептоны, возникающие в верхних слоях атмосферы при распаде пиона
π−
 → μ−
 + ν
μ
Мюон, в свою очередь, может распасться с образованием электрона или позитрона
μ−
 → e−
 + ν
e + ν
μ

## Наблюдение

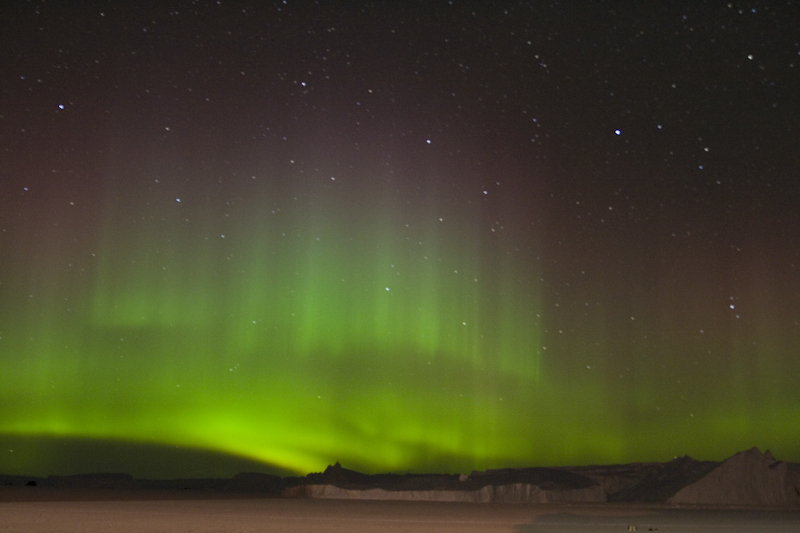
Полярные сияния в основном вызываются энергичными электронами, попадающими в атмосферу.

Дистанционное наблюдение электронов требует регистрации их излучаемой энергии. Например, в высокоэнергетических средах, таких как корона звезды, свободные электроны образуют плазму, излучающую энергию за счёт тормозного излучения. Электронный газ подвержен плазменным колебаниям, которые представляют собой волны, вызванные изменениями электронной плотности, и они производят выбросы энергии, которые можно обнаружить с помощью радиотелескопов.
Частота фотона пропорциональна его энергии. Когда связанный электрон переходит между различными энергетическими уровнями атома, он поглощает или излучает фотоны с характерными частотами. Например, при облучении атомов источником с широким спектром в спектре прошедшего излучения появляются отчётливые тёмные линии в местах поглощения соответствующей частоты электронами атома. Каждый элемент или молекула отображает характерный набор спектральных линий, таких как спектральные серии водорода. При спектроскопических измерениях интенсивности и ширины этих линий позволяют определить состав и физические свойства вещества.
В лабораторных условиях взаимодействия отдельных электронов можно наблюдать с помощью детекторов частиц, которые позволяют измерять определённые свойства, такие как энергия, спин и заряд. Разработка ловушек Пауля и ловушки Пеннинга позволяет удерживать заряженные частицы в небольшой области в течение длительного времени. Это позволяет точно измерять свойства частиц. Например, в одном случае ловушка Пеннинга использовалась для удержания одного электрона в течение 10 месяцев. Магнитный момент электрона был измерен с точностью до одиннадцати знаков, что в 1980 году оказалось наибольшей точностью среди любых физических констант.
Первые видеоизображения распределения энергии электрона были сняты командой Лундского университета в Швеции в феврале 2008 года. Учёные использовали чрезвычайно короткие вспышки света, называемые аттосекундными импульсами, которые впервые позволили наблюдать за движением электрона.
Распределение электронов в твёрдых материалах можно визуализировать с помощью фотоэмиссионной спектроскопии с угловым разрешением (ARPES). Этот метод использует фотоэлектрический эффект для измерения их свойств в обратном пространстве, которое удобно для математического представления периодических структур, используемое для установления исходной решётки. ARPES можно использовать для определения направления, скорости и рассеяния электронов в материале.

## Плазменные технологии

### Пучки частиц

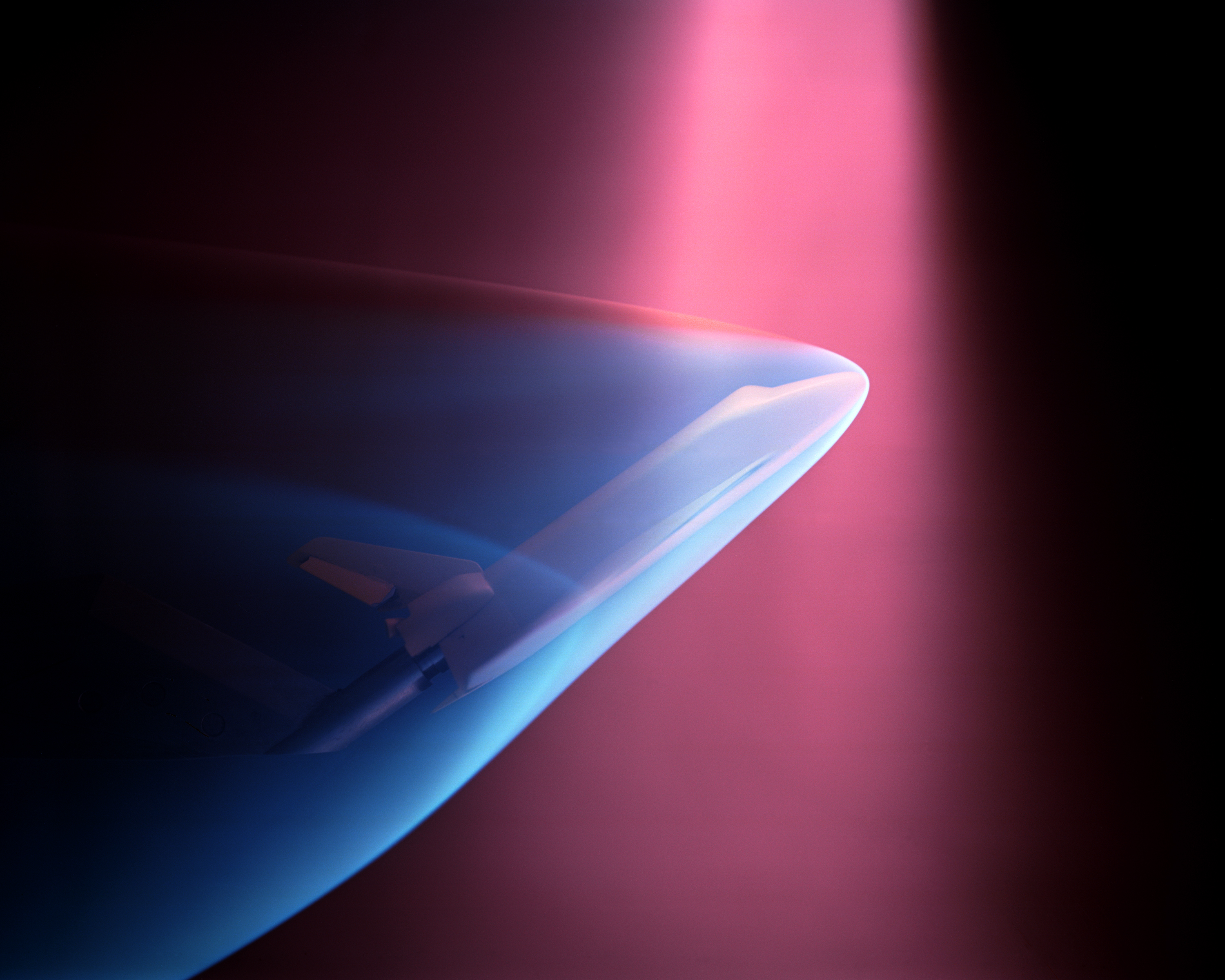
Во время испытаний в аэродинамической трубе НАСА модель космического челнока подвергается воздействию пучка электронов, имитирующего эффект ионизирующих газов при входе в атмосферу.

Электронные пучки используются при сварке. Они позволяют достигать плотность энергии до 107 Вт·см−2 в фокусе диаметром 0.1—1.3 мм и обычно не требуют присадок. Этот метод сварки должен выполняться в вакууме, чтобы электроны не взаимодействовали с остаточными газами до достижения поверхности. Его можно использовать для соединения проводящих материалов, которые в противном случае считались бы непригодными для сварки.
Электронно-лучевая литография (ЭЛЛ) — это метод литографии используемый для создания масок в электронном резисте с субмикронным разрешением. Этот метод ограничен высокой стоимостью, низкой производительностью, необходимостью работы с пучком в высоком вакууме и рассеянием электронов в твёрдых телах. Последняя проблема ограничивает разрешение примерно 10 нм. По этой причине ЭЛЛ в основном используется для производства небольшого количества специализированных интегральных схем и научных исследований.
Электронно-лучевая обработка используется для облучения материалов с целью изменения их физических свойств или стерилизации медицинских и пищевых продуктов. Электронные лучи разжижают или квазиплавят стекла без существенного повышения температуры при интенсивном облучении: например, интенсивное электронное облучение вызывает уменьшение вязкости на много порядков и ступенчатое уменьшение энергии её активации. Электронно-лучевой нагрев используется для получения высокой концентрации энергии в малой области облучаемого материала при относительно малых токах, что может приводить к физико-химическим реакциям на поверхности. При определённых условиях можно достичь проплавления материала с образованием сквозных отверстий, что позволяет резать листы материалов толщиной до нескольких сантиметров. Для получения особо чистых материалов используют электронно-лучевую плавку. При достаточно высокой температуре электронный пучок нагревает поверхность материала, что приводит к его быстрому испарению — это принцип используется в тонкоплёночных технологиях для создания пучков частиц с последующим напылением на подложку.
Среди циклических ускорителей выделяют циклотрон, бетатрон, синхротрон. Линейные ускорители частиц генерируют электронные пучки для лечения поверхностных опухолей при лучевой терапии. Электронная терапия может удалять такие поражения кожи, как базально-клеточная карцинома, потому что электронный пучок проникает только на ограниченную глубину, до полного поглощения, обычно до 5 см для энергий электронов в диапазоне 5—20 МэВ. Электронный пучок можно использовать для лечения областей, подвергшихся облучению рентгеновскими лучами.
Ускорители частиц используют электрические поля для разгона электронов и их античастиц до высоких энергий. Эти частицы излучают синхротронное излучение при движении в магнитных полях. Зависимость интенсивности этого излучения от спина поляризует электронный пучок — процесс, известный как эффект Соколова — Тернова. Поляризованные электронные пучки могут быть полезны для различных экспериментов. Синхротронное излучение также может охлаждать электронные пучки, чтобы уменьшить разброс частиц по импульсу. Пучки электронов и позитронов сталкиваются при ускорении частиц до требуемых энергий; детекторы частиц наблюдают за результирующим излучением энергии, которое изучает физика элементарных частиц.

### Визуализация
Дифракция медленных электронов (ДМЭ) — это метод исследования кристаллического материала коллимированным пучком электронов с последующим наблюдением полученных дифракционных картин для определения структуры материала. Требуемая энергия электронов обычно находится в диапазоне 20—200 эВ. Метод дифракции быстрых электронов на отражение (ДБЭО) использует отражение пучка электронов, падающих на поверхность образца под различными малыми углами, для характеристики поверхности кристаллических материалов. Энергия пучка обычно находится в диапазоне 8—20 кэВ и угол падения составляет 1—4°.
Электронный микроскоп направляет сфокусированный пучок электронов на образец. Некоторые электроны изменяют свои свойства при рассеивании, среди которых направление движения, угол, относительная фаза и энергия, когда луч взаимодействует с материалом. Детекторы микроскопа могут регистрировать эти изменения для получения изображения материала с атомарным разрешением. В синем свете обычные оптические микроскопы имеют дифракционно-ограниченное разрешение около 200 нм. Для сравнения, электронные микроскопы теоретически ограничены длиной волны де Бройля электрона. Эта длина волны, например, равна 0,0037 нм для электронов, ускоренных при потенциале 100 000 В. Просвечивающий электронный микроскоп с коррекцией аберраций способен измерять расстояния менее 0,05 нм, что более чем достаточно для разрешения отдельных атомов. Эта возможность делает электронный микроскоп полезным лабораторным инструментом для получения изображений с высоким разрешением. Однако электронные микроскопы являются дорогими приборами, обслуживание которых требует больших затрат.
В рентгенографии используется рентгеновские трубки, где катод при нагревании испускает электроны, которые ускоряются в вакуумном промежутке между катодом и анодом при большой разности потенциалов. Полученный ускоренный пучок электронов попадает на положительно заряженный анод, где электроны испытывают резкое торможение, благодаря чему возникает тормозное излучение рентгеновского диапазона. В процессе торможения лишь около 1% кинетической энергии электрона идёт на рентгеновское излучение, 99% энергии превращается в тепло.
Существуют два основных типа электронных микроскопов: просвечивающие и сканирующие. Просвечивающие электронные микроскопы работают как диапроекторы: пучок электронов проходит через срез материала, а затем проецируется линзами на предметное стекло или прибор с зарядовой связью. Сканирующие электронные микроскопы растрируют тонко сфокусированный электронный пучок, как в электронно-лучевой трубке телевизора, исследуемый образец для получения изображения. Увеличение варьируется от 100× до 1 000 000× или выше для обоих типов микроскопов. Сканирующий туннельный микроскоп использует квантовое туннелирование электронов между острым металлическим остриём (иглой) и атомами исследуемого материала и создаёт изображение его поверхности с атомарным разрешением.

### Другие приложения
В лазере на свободных электронах (ЛСЭ) пучок релятивистских электронов проходит через пару ондуляторов, содержащих массивы дипольных магнитов, поля которых разнонаправленны. Электроны испускают синхротронное излучение, которое когерентно взаимодействует с теми же электронами, сильно усиливая поле излучения на резонансной частоте. ЛСЭ может излучать когерентный пучок электромагнитного излучения с высокой яркостью и в широком диапазоне частот, от микроволн до мягкого рентгеновского излучения. Эти устройства используются в производстве, связи и с медицинскими целями, такими как хирургия мягких тканей.
Электроны играют важную роль в электронно-лучевых трубках, которые широко использовались в качестве устройств отображения в лабораторных приборах, компьютерных мониторах и телевизорах. В фотоумножителе каждый фотон, падающий на фотокатод, инициирует лавину электронов, которая создаёт регистрируемый импульс тока. Вакуумные лампы используют поток электронов для управления электрическими сигналами, и они сыграли решающую роль в развитии электронных технологий. Однако впоследствии они были в значительной степени вытеснены твердотельными устройствами, такими как транзистор.

### Комментарии
1. ↑  Обратите внимание, что в более старых источниках указывается отношение заряда к массе, а не современное соглашение об отношении массы к заряду.
2. ↑  Эта величина получается из спинового квантового числа как
{\displaystyle {\begin{alignedat}{2}S&={\sqrt {s(s+1)}}\cdot {\frac {h}{2\pi }}\\&={\frac {\sqrt {3}}{2}}\hbar \\\end{alignedat}}}
для квантового числа s = 1/2.
3. ↑  магнетон Бора:
{\displaystyle \textstyle \mu _{\mathrm {B} }={\frac {e\hbar }{2m_{\mathrm {e} }}}.}
4. ↑  Классический радиус электрона находится следующим образом. Предположим, что заряд электрона равномерно распределён по сферическому объёму. Поскольку одна часть сферы будет отталкивать другие части, сфера содержит электростатическую потенциальную энергию. Предполагается, что эта энергия равна энергии покоя электрона, определяемой специальной теорией относительности (E = mc2).

Из теории электростатики потенциальная энергия равномерно заряженной сферы радиусом r и зарядом e определяется выражением:
{\displaystyle E_{\mathrm {p} }={\frac {e^{2}}{8\pi \varepsilon _{0}r}},}
где ε0 — диэлектрическая проницаемость вакуума. Для электрона с массой покоя m0, энергия покоя равна:
{\displaystyle \textstyle E_{\mathrm {p} }=m_{0}c^{2},}
где c — скорость света в вакууме. Приравняв их и найдя r, мы получим классический радиус электрона.

См.: Haken, Wolf, & Brewer (2005).
5. ↑  Излучение нерелятивистских электронов иногда называют циклотронным излучением.
6. ↑  Поляризация электронного пучка означает, что спины всех электронов направлены в одном направлении. Другими словами, проекции спинов всех электронов на их вектор импульса имеют одинаковый знак[191].